# Karl Gruber (ministre)
Pour les articles homonymes, voir Karl Gruber.
Karl Gruber, né le 3 mai 1909 à Innsbruck en Autriche et mort le 1er février 1995 dans la même ville, est un homme politique et diplomate autrichien.

## Biographie
Pendant la Seconde Guerre mondiale, il travaille pour une société allemande à Berlin.
Après la guerre en 1945, il est Landeshauptmann du Tyrol avant d'être nommé ministre des Affaires étrangères de l'Autriche jusqu'en 1953.
Par la suite, Karl Gruber est ambassadeur d'Autriche successivement:
- aux États-Unis de 1954 à 1957 et de 1969 à 1972,
- en Espagne de 1961 à 1966,
- en République fédérale d'Allemagne en 1966,
- en Suisse de 1972 à 1974.

Il est aussi l'un des auteurs de l'Accord De Gasperi-Gruber.

## Distinctions
- Grand-croix de l'ordre d'Isabelle la Catholique